# Ectropis biundularia
Ectropis biundularia är en fjärilsart som beskrevs av Eugen Johann Christoph Esper. Ectropis biundularia ingår i släktet Ectropis och familjen mätare. Inga underarter finns listade i Catalogue of Life.